# Sina Weibo
Sina Weibo (chinesisch 新浪微博, Pinyin Xīnlàng Wēibó) ist der Name des größten chinesischen Mikroblogging-Dienstes. Er wurde am 14. August 2009 von Sina Corporation gegründet, die u. a. das Internetportal Sina.com betreibt.

## Bedeutung
Der Begriff Wēibó 微博 bedeutet auf Chinesisch wörtlich Mikroblogging. Am 28. März 2014 änderte das Unternehmen Sina Corporation den Namen der Website von „Sina Weibo“ in „Weibo“ als eine der Handlungen zur Vorbereitung auf den Börsengang am 17. April 2014 in den USA (NASDAQ). Damit steht Weibo.com als Synonym für entsprechende Angebote in China und hebt sich entsprechend stärker vom Konkurrent Tencent (Tencent Weibo) ab. Im ersten Quartal des Jahres 2017 hatte der Dienst nach eigener Darstellung 340 Millionen registrierte Benutzer, von denen täglich 154 Mio. eigene Nachrichten veröffentlichen. Weibo stand schon mehrfach im Verdacht, nicht überprüfbare Ergebnisse zu veröffentlichen. Im Februar 2013 meldete Tech in Asia 500 Millionen Sina-Weibo-User, allerdings kam eine Studie der Universität Hongkong auf Basis von 30.000 zufällig ausgewählten Mitgliederprofilen zu dem Ergebnis, dass 57,4 Prozent der gesichteten Nutzerkonten leer seien; Sina selbst gab laut Wall Street Journal die Anzahl der täglich aktiven Nutzer Ende 2012 mit 46,2 Millionen an.
Das in den USA börsennotierte chinesische Unternehmen hat im ersten Quartal 2017 den Umsatz um zwei Drittel auf 200 Mio. Dollar gesteigert. Im zweiten Quartal 2017 rechnet Weibo mit einem Umsatz von 240 bis 250 Mio. Dollar, wovon 85 Prozent auf Werbung entfallen. Im Gegensatz zu Twitter kann der Microbloggingdienst sich jedoch auf einen Quartalsgewinn von 46,6 Mio. Dollar berufen, der sich somit zum ersten Quartal 2016 um das fast Siebenfache erhöht hat. Für das gesamte Jahr 2016 hatte Weibo etwas mehr als 100 Mio. Dollar Gewinn ausgewiesen.

## Zensur
Im Zuge der Internetzensur in der Volksrepublik China wird weibo.com fortlaufend durch staatliche Stellen überwacht. Dies geschieht unter anderem mit Hilfe von Stichwortlisten, die gesperrte Begriffe filtern. Nachrichten, die Links zu Kurz-URL-Diensten enthalten, und Nachrichten in tibetischer Sprache werden grundsätzlich nicht verbreitet.
Am 9. März 2010 wurden die Kurznachrichten des chinesischen Aktivisten und Künstlers Ai Weiwei entfernt und sein Nutzerkonto gelöscht. Nachrichten, die seinen Namen beinhalten, können nicht mehr erstellt werden. Am 30. Oktober 2010 wurden Nachrichten der Schauspielerin Gigi Leung gelöscht, nachdem sie über den Aktivisten Zhao Lianhai geschrieben hatte.
Am 31. März 2012 wurden als Strafmaßnahme für die Verbreitung von Gerüchten über einen angeblichen Putschversuch in China die beiden großen Mikroblogs bei sina.com und tencent.com angewiesen, ihre Kommentarfunktion für fünf Tage stillzulegen.
Im Mai 2012 wurde in der Frankfurter Allgemeinen Zeitung von weiteren Einschränkungen berichtet und vermutet, dass die Internetfirma Sina bereit ist, bei der Kontrolle des Netzes mitzuwirken.
Verglichen mit anderen Medien in China gewährleistete weibo.com relativ weitreichende Möglichkeiten der Meinungsäußerung, welche mit den im April 2018 veröffentlichten und verschärften Richtlinien überwiegend verschwanden. Unter anderem werden seitdem homosexuelle Inhalte von der Plattform entfernt, um für ein „harmonisches Miteinander“ zu sorgen.

## Funktionen
Weibo ist ein Kurznachrichtendienst, auf dem bis zu 2.000 chinesische Zeichen plus Videos und Fotos veröffentlicht werden können. Benutzernamen werden durch ein @ gekennzeichnet. Themen werden durch sogenannte Hashtags gekennzeichnet. Auch die Farbgebung von Sina Weibo ist bewusst an das Vorbild Twitter angelehnt.

## Ausländer bei Weibo
In den vergangenen Jahren haben sich auf Weibo auch einige nicht-chinesische Nutzer etabliert. Der bekannteste Ausländer ist der chinesisch-stämmige US-Amerikaner Mike Sui (Mike隋) mit mehr als einer Million Followern (Stand 8. August 2018). Der bekannteste deutschsprachige Benutzer ist der Webvideoproduzent Thomas Derksen (AfuThomas, 阿福Thomas) mit 905.000 Followern. An zweiter Stelle folgt der Sprachwissenschaftler Sven Hänke (Deyulaoshi Sven, 德语老师Sven) mit 38.000 Followern.